# لا بيرا
بلدية لا بيرا (بالإسبانية: La Pera) هي بلدية تقع في مقاطعة جرندة التابعة لمنطقة كتالونيا شمال شرق إسبانيا.

## الديموغرافيا
بلغ عدد سكان بلدية لا بيرا 435 نسمة عام 2011 (وفقاً للمعهد الوطني الإسباني للإحصاء).
| 355 | 370 | 398 | 427 | 426 | 443 | 435 |